# Koperative Utjowerij
De Koperative Utjowerij (KU) (1970-2007) was een Nederlandse coöperatieve uitgeverij van Friestalige literatuur. Het bedrijf, dat als beeldmerk de letter Q voerde, was aanvankelijk gevestigd in Leeuwarden en later in Bolsward. Op haar hoogtepunt waren bij de KU ongeveer vijftig Friese auteurs aangesloten.

## Geschiedenis

#### Oprichting
Aan de oprichting van de Koperative Utjowerij lag een conflict over een herziening van de Friese spelling ten grondslag. In 1969 deed de Fryske Akademy daartoe een voorstel, maar Friese uitgeverijen weigerden eraan mee te werken. Ze voerden als argument aan, dat de spellingshervorming alle oude zetsels waardeloos zou maken. Herdrukken zouden opnieuw moeten worden gezet, wat duur was, ook omdat de zetters zich eerst in de nieuwe spelling zouden moeten bekwamen. De uitgeverijen betwijfelden of de extra kosten terugverdiend konden worden, want het uitgeven van Friese boeken was toentertijd nauwelijks rendabel. Ze stelden daarom een ultimatum: als de spellingshervorming zou doorgaan, dan zouden ze geen Friestalige boeken meer uitgeven.
Een aantal Friese auteurs, die in het algemeen vaak toch al lang moesten wachten voordat hun boeken werden uitgegeven, maakte bezwaar tegen deze gang van zaken, die ze als een vorm van manipulatie beschouwden. De schrijvers Teije Brattinga, Trinus Riemersma en Geart van der Zwaag, die het uitgeven van Friese boeken veilig wilden stellen, schreven alle Friese auteurs een brief over deze kwestie. Daarin kwamen twee oude plannen van Brattinga aan de orde, die zelf in Bolsward een boekhandel en een drukkerij had. Het ene voorstel had de bedoeling om te komen tot een federatieve uitgeverij, waarbij andere uitgeverijen zich zouden kunnen aansluiten. Dit moest leiden tot een meer solide financiële basis voor het uitgeven van Friese boeken en tot een betere distributie en presentatie daarvan. Het andere voorstel behelsde een plan om een coöperatieve uitgeverij van Friese schrijvers op te richten. Al gauw werd duidelijk dat de uitgevers weinig toekomst zagen in een federatie. Op een naar aanleiding van de brief belegde bijeenkomst, de 4 oktober-gearkomste, bleek echter dat een aantal Friese schrijvers wel voelde voor de oprichting van een coöperatieve uitgeverij. Onder hen waren Gerben Abma, Meindert Bylsma, Josse de Haan en Tjitte Piebenga.
In januari 1970 vond de oprichtingsvergadering van de Koperative Utjowerij plaats, een coöperatie met uitgesloten aansprakelijkheid met als credo "een uitgeverij voor schrijvers, niet voor behoudende zakenlui". De auteurs die lid werden beloofden dat ze hun manuscripten niet zouden aanbieden aan concurrerende uitgeverijen en legden bij wijze van startkapitaal ieder 1.000 gulden in. Voor het uitgeven van boeken kon de KU een beroep doen op verschillende rijks- en provinciale subsidies, die in die periode net werden ingesteld. Ook schrijvers die niet lid waren zouden bij de KU hun boeken kunnen publiceren.

#### De eerste jaren
Aanvankelijk was de Koperative Utjowerij gevestigd in Leeuwarden, maar al na enkele jaren verhuisde het bedrijf naar het Wite Boekhús ("Witte Boekhuis") in Bolsward, waarin zowel de drukkerij als de administratie werden ondergebracht. Alleen de drukker en een verkoopagent werden betaald, de overige werkzaamheden werden vrijwillig door de leden uitgevoerd.
In haar beginjaren was de Koperative Utjowerij zeer succesvol en ontwikkelde ze zich tot een platform voor nieuwe stromingen binnen de Friese literatuur. Er werden weinig strakke criteria gehanteerd: alleen het niveau moest goed zijn. Naast proza werden ondanks hun geringe commerciële betekenis ook dichtbundels gepubliceerd, tot tevredenheid van Friese dichters, die vaak grote moeite hadden om reguliere uitgeverijen voor hun werk te interesseren. Verder werden aan Friese lagere scholen grote aantallen kinderboeken verkocht, waaraan veel behoefte bestond, omdat die in die tijd amper werden uitgegeven. Vrijwel alle Friese kinderboekenschrijvers uit die periode hebben bij de KU gepubliceerd. Daarnaast werden ook biologieboeken en bundels met kinderliedjes uitgegeven.
Wat spelling betreft was bij de Koperatieve Utjowerij eveneens veel mogelijk. Een journalist van het Friesch Dagblad beschreef dit in augustus 2007 als volgt: "De KU gaf alle ruimte. Wilde je je werk in een eigen variant van het Fries uitgeven? Prima. Fonetisch? Ook goed. Oude spelling? Waarom niet. In het Nederlands? Geen probleem. En zo zag je in de jaren tot 1980, toen de nieuwe spelling werd ingevoerd, maar ook daarna, allerhande boeken in allerhande spellingen verschijnen." Na 1980 bleek overigens dat ook de andere uitgeverijen de nieuwe Friese spelling alsnog overnamen.

#### De jaren tachtig
In de jaren tachtig liep de verkoop terug en stapelden de onverkochte boeken zich op. Bovendien ontstonden conflicten. De Koperative Utjowerij had grote schulden, met name aan de boekbinder en aan drukker Henk Brattinga, die de drukkerij van zijn broer Teije had overgenomen. De meningen over hoe dit probleem opgelost moest worden liepen uiteen. Een deel van de leden vond dat de KU door zich te professionaliseren een betere basis moest opbouwen. Andere leden zagen hier niets in en wilden hun ideaal van het uitgeven van literaire en vernieuwende boeken trouw blijven. Omdat dit financieel gezien niet uit kon, stelden ze voor om nog meer werkzaamheden zelf te verrichten. De laatste groep kreeg de meeste stemmen, wat ertoe leidde dat degenen die voor professionalisering waren geweest vertrokken naar andere uitgevers.
Vanaf toen werd zo goedkoop mogelijk gewerkt. Het literaire tijdschrift Trotwaer, dat door de Koperative Utjowerij werd uitgegeven en dat zwaar op de begroting drukte, werd een stuk dunner. Boeken werden door leden opgemaakt en van omslagen voorzien. De schrijver Piter Boersma, oud-voorzitter van de KU, vertelde in 2007 over deze periode: "Er waren auteurs die afzagen van een honorarium. Wat je zelf kon doen, dat deed je."

#### De jaren negentig
De extra inspanningen van de leden van de Koperative Utjowerij leidden ertoe dat in 1992 een groot deel van haar schuld was weggewerkt. Het bestuur van de KU achtte dat een goed moment om de uitgeverij te verkopen aan de Afûk, die daarvoor belangstelling had. Een meerderheid van de leden, die vreesde dat daardoor de vrijheid om ook niet-commerciële boeken uit te geven zou worden aangetast, bleek tegen dit voorstel te zijn. Het bestuur van de KU trad daarop af en werd opgevolgd door Piter Boersma, Teije Brattinga, Josse de Haan en Trinus Riemersma. Andere schrijvers verlieten juist de KU, waaronder Eppie Dam, Margryt Poortstra, Jabik Veenbaas en Harmen Wind.
Tot 2001 werden daarna bij de Koperative Utjowerij weer vele boeken uitgegeven, wat vooral mogelijk was door de inzet van Brattinga, De Haan en Riemersma. In deze periode debuteerden bij de KU onder andere Anne Feddema, Benny Holtrop en Cornelis van der Wal. Ook de kinderboekenschrijfsters Hanneke de Jong en Auck Peanstra werden in die tijd bij de KU voor het eerst uitgegeven.

#### Na de eeuwwisseling
Inmiddels was het beleid van de Koperative Utjowerij veranderd, in de zin dat alleen nog manuscripten werden uitgegeven van auteurs die lid waren van de coöperatie. Dit leidde weliswaar tot een opleving van het ledenbestand (ca. 40 leden), maar de meesten daarvan waren passief lid, waardoor de feitelijke uitgeverswerkzaamheden slechts door een klein aantal betrokkenen werden uitgevoerd. Dit werd scherp duidelijk in 2002 en 2003, toen er een crisis was binnen het bestuur van de KU. Daarbij speelde niet alleen een conflict over de tijdschriften Trotwaer en De Moanne een rol, maar ook, aldus Boersma in 2007, "die eeuwige tweestrijd tussen professionalisering en zelfwerkzaamheid. Toen Henk Brattinga, onze trouwe drukker, ook nog met pensioen ging, was onze administratieve basis ook verdwenen". De crisis werd niet opgelost. Riemersma en De Haan verlieten de KU en zetten in Franeker samen uitgeverij Venus op.

#### Opheffing
Het vertrek van Riemersma en De Haan bleek grote gevolgen te hebben voor het functioneren van de Koperative Utjowerij. Opeens moesten allerlei werkzaamheden worden uitbesteed. De bestuursleden van de KU zagen zich geconfronteerd met veel extra werk, dat bovenop hun normale dagelijkse bezigheden kwam. Boersma, die inmiddels weer voorzitter was geworden, gaf in 2006 te kennen dat hij terug wilde treden. Vervolgens bleek dat het werk ook de andere bestuursleden eigenlijk te veel werd. Opvolgers waren niet voorhanden, mede door vergrijzing van het ledenbestand. Bovendien teerde de KU in op haar financiële reserves. In juli 2007 kwamen de leden van de coöperatie tot de conclusie dat de uitgeverij op deze wijze niet kon blijven voortbestaan. Op 8 september 2007 werd op de laatste ledenvergadering besloten de Koperative Utjowerij op te heffen.

## Betekenis
In haar 37-jarig bestaan heeft de Koperative Utjowerij honderden boeken uitgegeven. Vier bij haar aangesloten schrijvers kregen voor hun werk de Gysbert Japicxpriis, de hoogste Friese literaire onderscheiding: Piter Boersma (1998), Steven de Jong (1992), Reinder Rienk van der Leest (1981) en Trinus Riemersma (1967 en 1995). Over de rol van de KU zei Boersma in 2007 naar aanleiding van de opheffing: "De situatie is nu dat er meerdere uitgeverijen actief zijn binnen de Friese literatuur. Je kunt zeggen dat ons werk erop zit, dat wij onze betekenis hebben gehad. De eerste 25 jaar was de KU duidelijk een drager van de Friese literatuur."